# Międzynarodowy Festiwal Muzyki Religijnej im. Ks. Stanisława Ormińskiego
Międzynarodowy Festiwal Muzyki Religijnej im. Ks. Stanisława Ormińskiego odbywa się corocznie od 1989 roku w Rumi na Pomorzu Gdańskim.
Festiwal jest przedsięwzięciem grupy chórzystów ks. Stanisława Ormińskiego. W ramach festiwalu odbywają się dwa konkursy: organowy i zespołów chóralnych. Tradycją stało się również to, że w przerwie między występami chórów z poszczególnych kategorii uczestnicy i organizatorzy udają się na miejscowy cmentarz, by złożyć wiązankę kwiatów na grobie patrona Festiwalu, ks. prof. Stanisława Ormińskiego.To wielkie wydarzenie muzyczne jest przedsięwzięciem grupy entuzjastów, wychowanków patrona Festiwalu, salezjanina, muzyka, który ostatnie lata swego życia spędził w Rumi, gdzie pełnił różne funkcje duszpasterskie, a szczególną uwagę poświęcał pracy z miejscowym chórem parafialnym. Znany jest w Polsce przede wszystkim jako autor Apelu Jasnogórskiego, rozpowszechnionego od obchodów na Jasnej Górze 1000-lecia państwa polskiego oraz wielu opracowań utworów chóralnych i instrumentalnych. To właśnie chórzyści ks. Ormińskiego, zafascynowani postacią swego mistrza, podjęli inicjatywę zorganizowania festiwalu, który z roku na rok urastał do rangi coraz bardziej znaczącej imprezy artystycznej. Dziś Festiwal w Rumi jest niewątpliwie jedną z najpoważniejszych imprez tego typu w Polsce, zatacza coraz szersze kręgi zainteresowania. Specyfiką Festiwalu są dwa konkursy: organowy i zespołów chóralnych i jako taki wydaje się być jedynym w Polsce.

## Organizatorzy
- Daniel Ptach – dyrektor Festiwalu
- Elżbieta Waśkowska – przewodnicząca Komitetu Organizacyjnego
- prof. Grzegorz Rubin (Akademia Muzyczna w Bydgoszczy) – dyrektor artystyczny Festiwalu
- Zgromadzenie Salezjanów św. Jana Bosko

## Uczestnicy
1. W konkursie organowym startują młodzi artyści, którzy przygotowują utwory z repertuaru wcześniej wybranego przez organizatorów
2. Konkurs zespołów wokalnych odbywa się zawsze w dwóch kategoriach:

- A – chóry o wyższym poziomie artystycznym
- B – chóry o średnim poziomie artystycznym

## Cele konkursu
- upamiętnienie postaci salezjanina, ks. Stanisława Ormińskiego
- podnoszenie religijnej kultury muzycznej, wzrost poziomu wykonawczego zespołów chóralnych, instrumentalnych i indywidualnych wykonawców
- rozpowszechnianie dorobku w zakresie muzyki dawnej i współczesnej o treściach religijnych
- propagowanie muzyki polskiej

## Laureaci
- XI edycja - 20-23 października 1999
- XVI edycja - 21–23 października 2004
- XVIII edycja - 19-21 października 2006
- XIX edycja - 18-20 października 2007
- XXI edycja - 15-17 października 2009

Chóry – pierwsze miejsce
2007 - Chór mieszany "Metrum" z Gniezna (dyrygent - Jarosław Krenz)

### Zespoły wokalne - Kategoria A - pierwsze miejsce
- 1999 - Chór Akademicki Wyższej Szkoły Pedagogicznej w Bydgoszczy (dyr. A. Kaczyński)
- 2001 - Chór Akademicki Politechniki Gdańskiej (dyr. M. Mróz)
- 2004 - Chór Kameralny Akademii Medycznej z Wrocławia (dyr. A. Franków-Żelazny)
- 2009 - Chór Kameralny 441 Hz z Gdańska (dyr. A. Borkowicz)

### Zespoły wokalne - Kategoria B - pierwsze miejsce
- 2004 - Scholi Cantorum Misericordis Christi z Białej Podlaskiej (dyr. P. Karwowski)
- 2009 - Chór "Canticum Novum" z Sopotu (dyr. A. Wanat)
- 2010 - Chór Akademii Morskiej w Szczecinie (dyr. Sylwia Fabiańczyk-Makuch)